# ACMA
La ACMA è stata una piccola casa automobilistica e motociclistica francese attiva dal 1949 al 1962.

## Storia

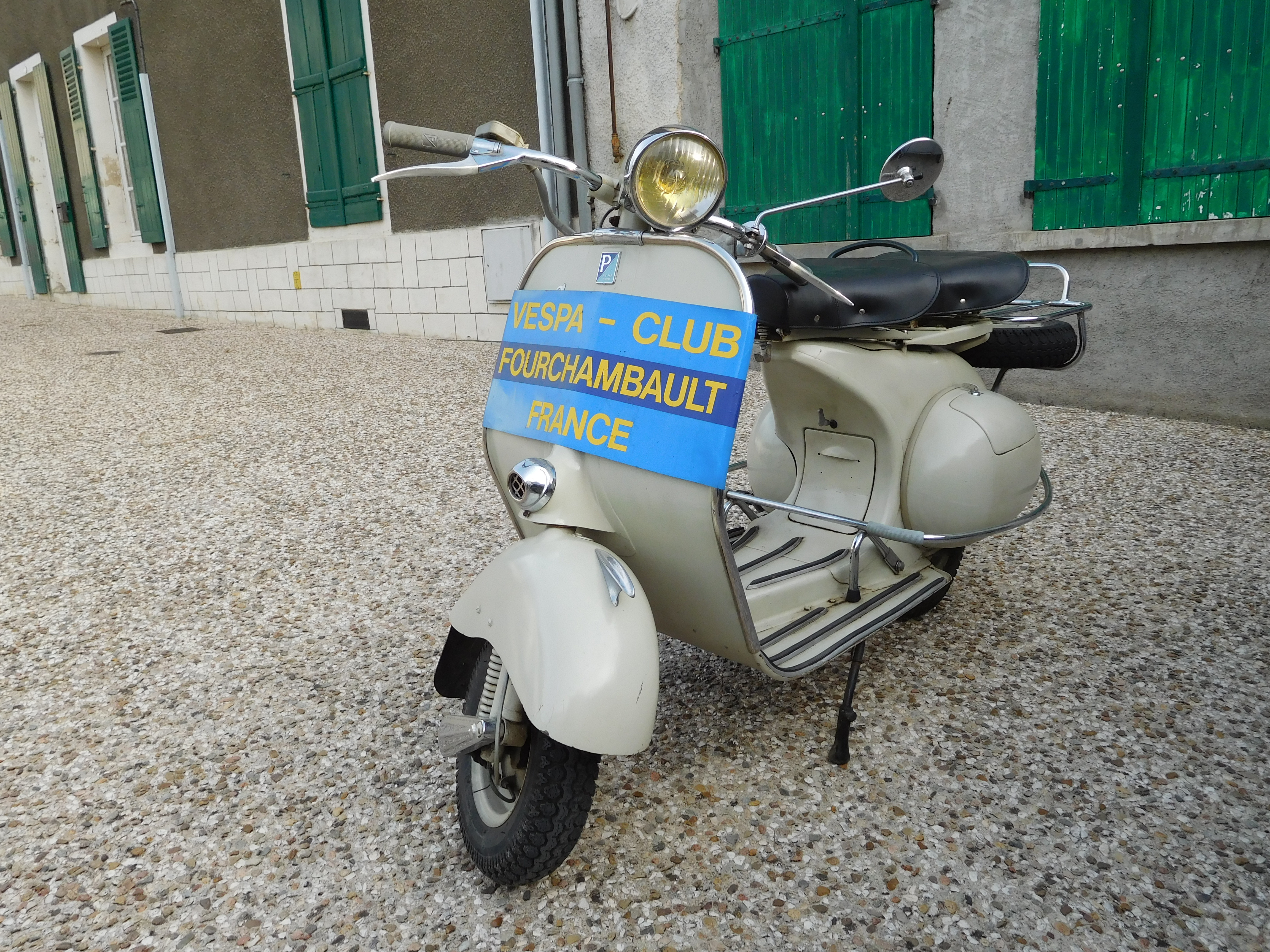
Vespa ACMA 125

Fondata dall'italiana Piaggio allo scopo di poter vendere all'estero senza che i suoi prodotti venissero appesantiti nel prezzo da oneri doganali la ACMA (acronimo di Ateliers de construction de motocycles et accessoires) iniziò l'attività dello stabilimento di Fourchambault, con la produzione su licenza dello scooter "Vespa", poi affiancato, nel 1953, dal motocarro "Ape".
A partire dal 1956, su commissione del Ministero della difesa francese, produsse la "Vespa 150 TAP"; un curioso veicolo controcarro paracadutabile.
Nell'anno successivo iniziò la produzione dell'unica microvettura costruita dalla Piaggio, ossia l'ACMA Vespa 400, destinata unicamente al mercato francese e mai importata in Italia.
Nel 1962, la "Vespa 400" fu tolta di produzione, perché oramai l'avvento di piccole utilitarie e la loro rapida espansione stavano surclassando la produzione delle microvetture e, in buona parte, anche degli scooters. L'ACMA chiuse i battenti nello stesso anno.